# Henri de Saint-Ignace
Henri de Saint-Ignace (né Henri d'Aumerie ou Henri Daulmerie suivant les sources), né à Ath (Belgique) en 1630 et mort le 1er août 1719, au couvent des Carmes, à la Xhavée, à Souverain-Wandre-lez-Liège, est un prêtre carme wallon de la Réforme de Touraine. Théologien et moraliste, il a été condamné pour jansénisme et s'est déclaré comme l'adversaire de la Compagnie de Jésus, sous les pseudonymes de Christianus Aletophilus et de Liberius Candidus.

## Biographie
Henri Daulmerie est né à Ath (Belgique) en 1630. Il était issu de l'ancienne famille d'Aymeries, dite d'Aumerie ou Daulmerie dont plusieurs membres se qualifiaient seigneurs on chevaliers d'Aymeries, et dont on retrouve des ascendants jusqu'a aujoud'hui en France et en Belgique principalement.
Entré dans l'Ordre du Carmel, il ne tarda pas à s'y distinguer. Il professa la théologie pendant plusieurs années. Le Spéculum Carmelitanum, publié en 1680, le cite comme Sacrae Theologiae in conventu univertitatis duacencis regens et lui-même, dans le titre de sa Theologia sanctorum (1700) se donne comme Sacrae Theologiae emeritus professor.
Henri de Saint-Ignace remplit d'importantes fonctions et occupa les plus hautes charges dans les maisons où il fut en résidence. Il a été trois fois vicaire provincial, entre autres en 1685 et en 1700 ; prieur du couvent de La Xhavée de 1690 à 1693; commissaire général un peu avant 1709, et, à différentes reprises, définiteur. Il vécut à Rome pendant les premières années du pontificat de Clément XI. Durant ce séjour, entre 1701 et 1709, il était fort considéré des cardinaux et en particulier du pape qui lui témoigna en outre beaucoup d'amitié.

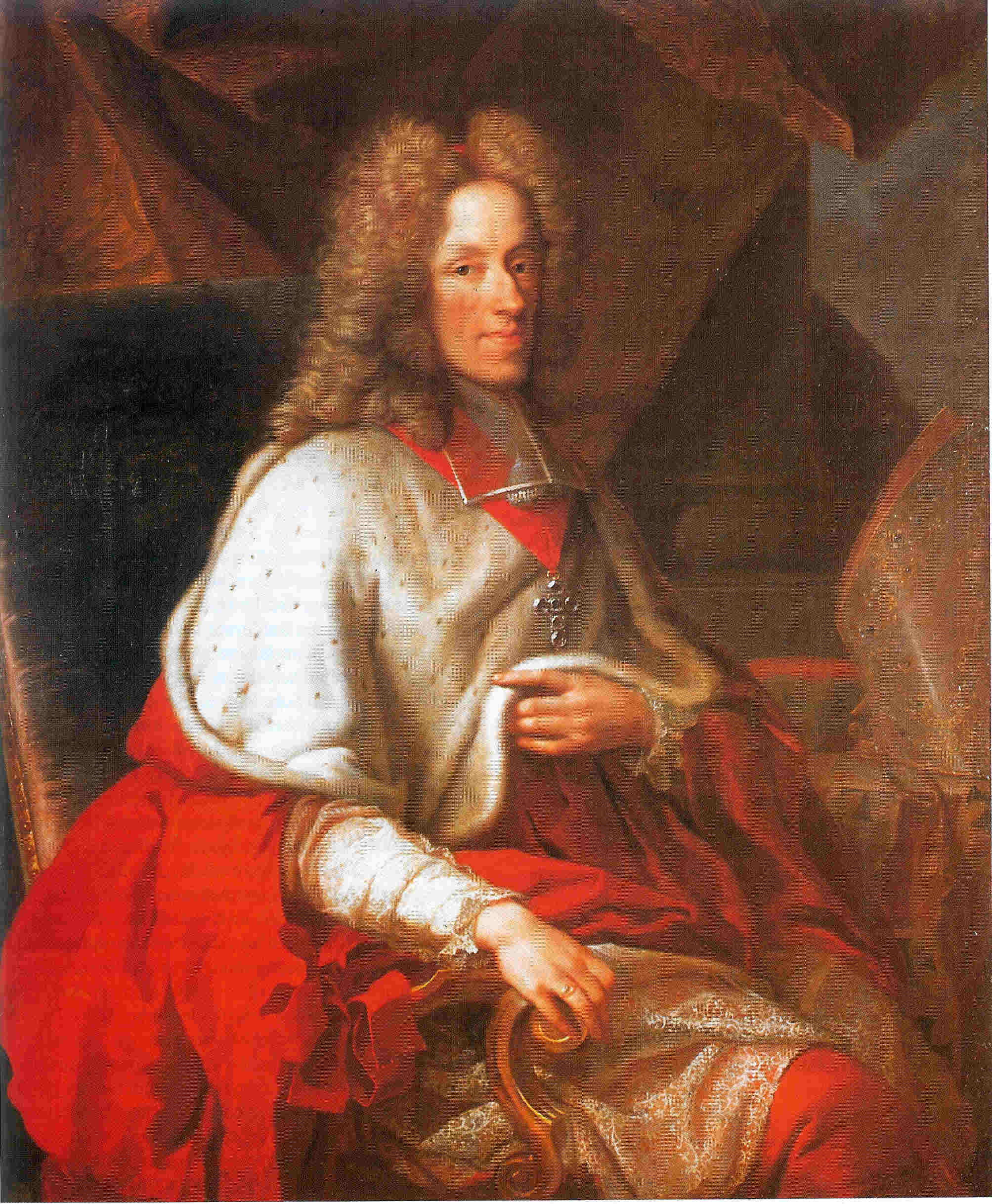
Joseph-Clément de Bavière.

Deuxième prieur du couvent de La Xhavée, créé en 1687, il combattit avec acharnement la morale des casuistes. Bien qu'il s'en soit défendu en maintes occasions, il était partisan du jansénisme, qu'il propagea dans ses livres et, pour ce motif, quelques-uns d'entre eux sont frappés d'interdit.
En 1699 il approuva certains opuscules de Henri Denys, professeur au séminaire, et de Joseph Naveus, chanoine de Saint-Paul, à Liège, en leur décernant des éloges bien qu'ils fussent accusés de jansénisme.
Résidant à Rome aux environs de 1700, il s'attire l'amitié de Clément XI, le pape qui condamnera le jansénisme, et commence à publier, sous le pseudonyme de Christianus Aletophilus, des libelles dénonçant ce qu'il considère comme le laxisme corrupteur de la Compagnie de Jésus. Enseignant, par ailleurs, la théologie, il compose également des traités, dont un important ouvrage de morale en trois volumes, qui va susciter la polémique. Suspecte de jansénisme, cette Ethica amoris est en effet condamnée par le prince-évêque de Liège, Joseph-Clément de Bavière, dès sa publication en 1709, puis par le Parlement de Paris, l'Électeur de Cologne et la Congrégation du Saint-Office, en 1714. Attaqué et réfuté à plusieurs reprises, Henri de Saint-Ignace riposte, à travers des ouvrages, dont certains publiés sous pseudonyme. À son tour, il taxe de molinisme ses principaux détracteurs, à savoir les jésuites Henri Henrart et Liévin de Meyer, et persévère dans sa dénonciation de la Compagnie en général, avant de décéder chez les carmes de La Xhavée, à Souverain-Wandre-lez-Liège, en 1719.

## Postérité

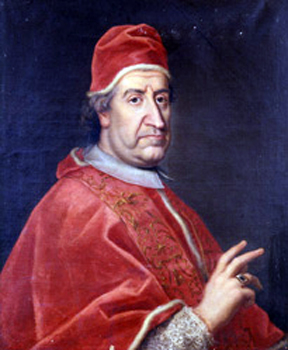
Le pape Clément XI.

L'Ethica amoris sera mise à l'Index en 1722. Dans la carrière de l'auteur, elle avait été précédée, en 1700, d'une Theologia sanctorum veterum, accompagnée d'un Appendix en deux volumes sur le même sujet, et suivie, en 1713, d'une défense, dans laquelle Henri de Saint-Ignace s'appuyait à nouveau sur les autorités d'Augustin d'Hippone et de Thomas d'Aquin, pour démontrer l'orthodoxie de ses thèses sur l'épineux problème de la grâce efficace. Passant ensuite à l'attaque, il publiait, en 1715, les deux volumes d'un Molinismus profligatus (Le Molinisme mis en déroute), dont la réédition, deux ans plus tard, se complétera d'un Appendix (lui aussi en deux volumes) mettant particulièrement en cause Henri Henrart et Liévin de Meyer. En réalité, sous le pseudonyme de Christianus Aletophilus, son hostilité envers les jésuites s'était exprimée dès 1703 dans les Artes jesuiticae, un libelle à destination du souverain pontife, qui sera édité à plusieurs reprises en latin et en flamand, avant d'être mis à l'Index en 1709 et 1711. Sans désarmer, Henri avait adressé, en 1712, une sorte de lettre ouverte au pape Clement XI pour demander la réforme de la Compagnie de Jésus, sous le pseudonyme, cette fois, de Liberius Candidus. C'est le jésuite Alphonse Huylenbroucq qui se chargera de riposter à ces écrits. Enfin, il convient de souligner qu'en 1677, Henri a composé un traité ad mentem Joannis de Bachone, c'est-à-dire un exposé de la doctrine de Jean de Baconthorp, carme médiéval anglais, représentant de la théologie scolastique et docteur officiel de l'ordre du Carmel.

### Œuvres
Henri de Saint-Ignace a publié un certain nombre d'ouvrages.
- Theologia veterum, fundamentalis, speculativa et moralis, ad mentem resoluti doctoris Joannis de Bachone, Lyon, 1677
- Theologia sanctorurn veterum ac novissimorum circa universam morum doctrinam adversus novissimas juniorum casuistarum impugnationes strenue propugnata.Tomus decimus. Circa solemniores hodie controversias de usu sacramentorum Paenitentiae et Eucharisties, Paris, Anisson, 1700.
- Appendix ad theologiam moralem abbreviatam sanctorum ; sive Molinismus profligatus per triumphantem de eo propheticam, evangelicam, apostolicam, ecclesiasticam sanctorurn Augustini et Thomae Aquinatis de gratia doctrinam, Cologne, 1700.
- Artes jesuiticae in sustinendis pertinaciter novitatibus dannabilibusque sociorum laxitatibus, quarum sexcentae et sexaginta hic exhibentur sanctissimo summo N. Clementi papae XI, denuntiatae, Salzbourg, 1703.
- Jesuitische strecken, kunsten en arglistigheden : waer med de Societeyt hare neuvigheden en verfoyelyke rujnigheden staende houd, s. l., 1704; 1709.
- Ethica amoris sive Theologia sanctorum, magni proesertim Augustini et Thomae Aquinatis, circa universam amoris et morum doctrinam, adversus novitias opiniones strenue propugnata, et in materiis principaliter hodie controversis fundamenlaliter discussa. Opus nedum theologis, animarumque directoribus, sed et Verbi Dei praeconibus utilissimum, plena manu argumenta subministrans ad docte et pie disserendum de omni materia ad vitam christianam pertinente, Lyon, J.-Fr. Broncart, 1709
L' Ethica amoris est le principal ouvrage du père Henri de Saint-Ignace. Il fut approuvé par les jansénistes dont il contenait les principes. Mais les catholiques n'en jugèrent pas de même : l'évêque de Liège le condamna. L'auteur a mis en tête de ce livre une approbation du vicaire général du diocèse qui ne lui a jamais été accordée. Les carmes de la province wallonne le firent réfuter par un des leurs ; en outre, réunis en chapitre au couvent de Notre-Dame de Bonne-Espérance, près de Valenciennes, dans un statut du 2 octobre 1713, ils ordonnent que la doctrine contenue dans LEthica amoris soit éloignée de leurs écoles de théologie. Elle est sévèrement jugée par le père carme Ambroise Gardebosc, dans son Historioe ecclesiasticoe synopsis(1713) et réfutée dans les Mémoires pour l'histoire des sciences et des beaux-arts, publiés à Trévoux en juillet 1713 et juillet 1715. Condamné par le parlement de Paris, par l'Electeur de Cologne et par la Congrégation de l'Office le 12 septembre 1714, l'ouvrage a été mis à l'Index le 29 juillet 1722. Le père jésuite Dominique de Colonia blâme lEthica amoris dans sa Bibliothèque janséniste. Claude-Pierre Goujet l'analyse longuement dans la Bibliothèque des écrivains ecclésiastiques (Paris, 1736). Cependant Henri de Saint -Ignace voulut se laver de jansénisme et défendre son livre.
- Dans ce but il fait paraître : Gratiae per se efficacis, sive Augustiniano-Thomisticae adversus injustam jansenismi accusationem, justa defensio. Ubi etiam Theologia moralis sanctorum adversus injusto obtrectatores defenditur (Louvain, 1713). 
Dans ce nouvel ouvrage l'auteur attaque les dissertations du père jésuite Liévin de Meyer et la doctrine de la compagnie comme semi-pélagienne dans le sens de Jansenius. Les pères récollets Jean-Baptiste Hannot et Henri Henrart écrivirent aussi contre Henri de Saint-Ignace, et d'autres pamphlets parurent encore sous le voile de l'anonymat ou d'un pseudonyme. Chaque fois, le carme s'efforça de répondre à ces attaques.
- Tuba magna mirum clangens sonum ad S. D. N. papam Clementem XI, imperatorem, reges, principes, magistratus omnes orbemque universum, de necessitate longe maxima reformandi Societatem Jesu, Argentinae, 1712.
- Molinismus profligatus, Liège, 1715.
- Appendix ad theologiam moralem abbreviatam sanctorum, sive Molinarium maxime Henrici Henrart et Livini de Meyer S. J. a Jansenismo accusationes, Cologne, 1717.

### Études
- Eug. De Seyn, « Daulmerie (Henri) ou Daumerie », Dictionnaire biographique des Sciences, des Lettres et des Arts en Belgique, Bruxelles, Editions L'Avenir, t. I,‎ 1936, p. 190, col. 2.
- Eug. De Seyn, « Daulmerie Henri ou Daumerie », Dictionnaire des écrivains belges, Bio-bibliographie, Bruges, Editions Excelsior, t. I,‎ 1930, p. 300, col. 2 - p. 301, col. 2.